# Samsung SCH-U450
Samsung SCH-U450 — мобильный телефон с боковым слайдером для обмена текстовыми сообщениями. Он был выпущен 16 сентября 2009 года на Verizon Wireless как Intensity и на Alltel как DoubleTake.

## Характеристики
Характеристики SCH-U450 включают: клавиатуру QWERTY, Bluetooth, MP3-плеер, SMS, Mobile IM и электронную почту, а также 1,3 MP камеру только для фотографий. Видеосъёмка не поддерживается. Телефон выпускается в трех различных цветах: красный фламинго, черный и синий. Телефон также имеет слот для карт памяти Micro SD, доступ к которому можно получить, сняв заднюю панель.